# Xã Cass, Quận Huntingdon, Pennsylvania
Xã Cass (tiếng Anh: Cass Township) là một xã thuộc quận Huntingdon, tiểu bang Pennsylvania, Hoa Kỳ. Năm 2010, dân số của xã này là 1.119 người.